# Còdex Windsor

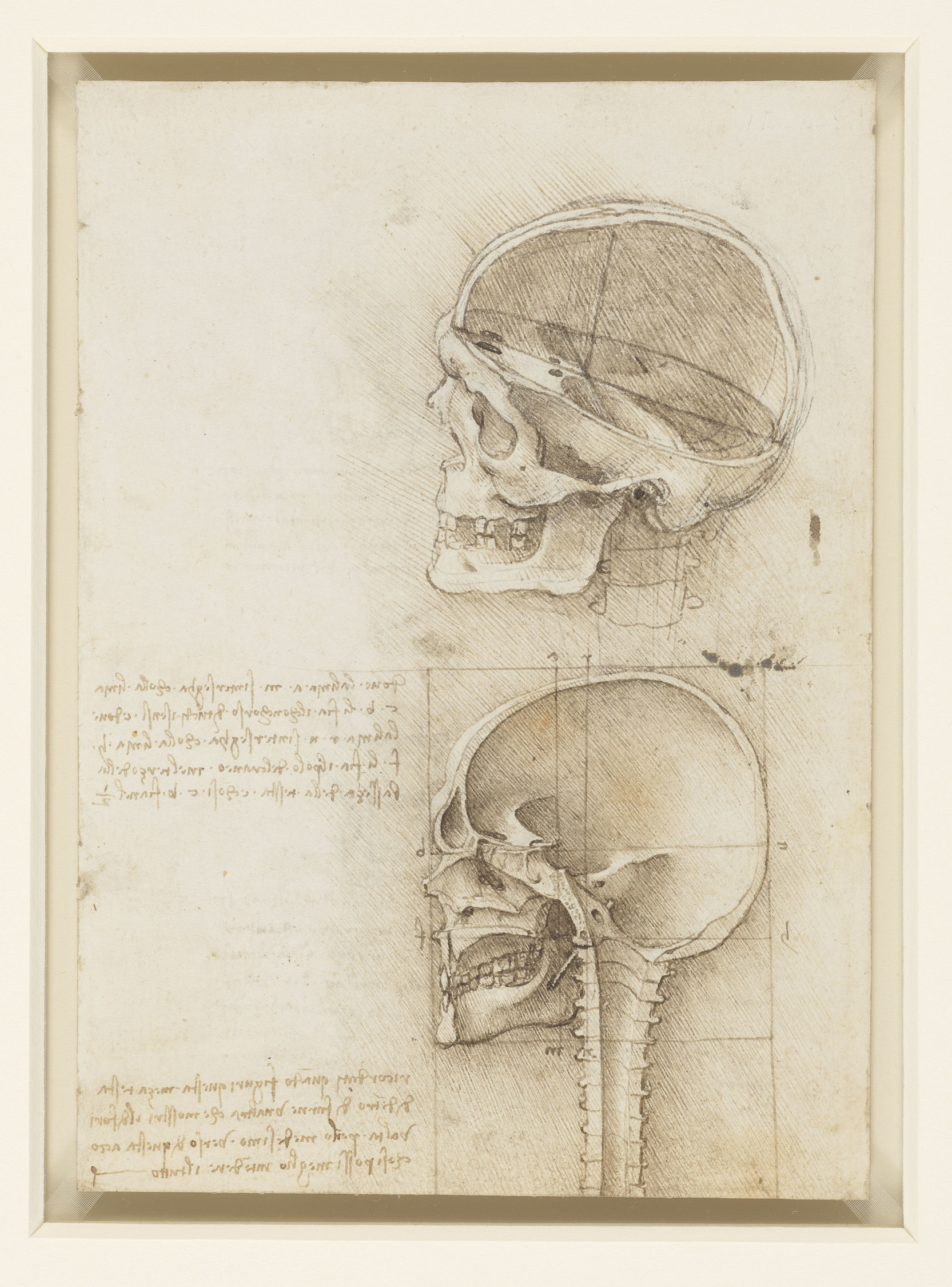
Seccions sagitals del crani humà.

El Còdex Windsor és una col·lecció de fulls manuscrits amb dibuixos artístics i estudis anatòmics de l'artista renaixentista Leonardo da Vinci.

## Nom

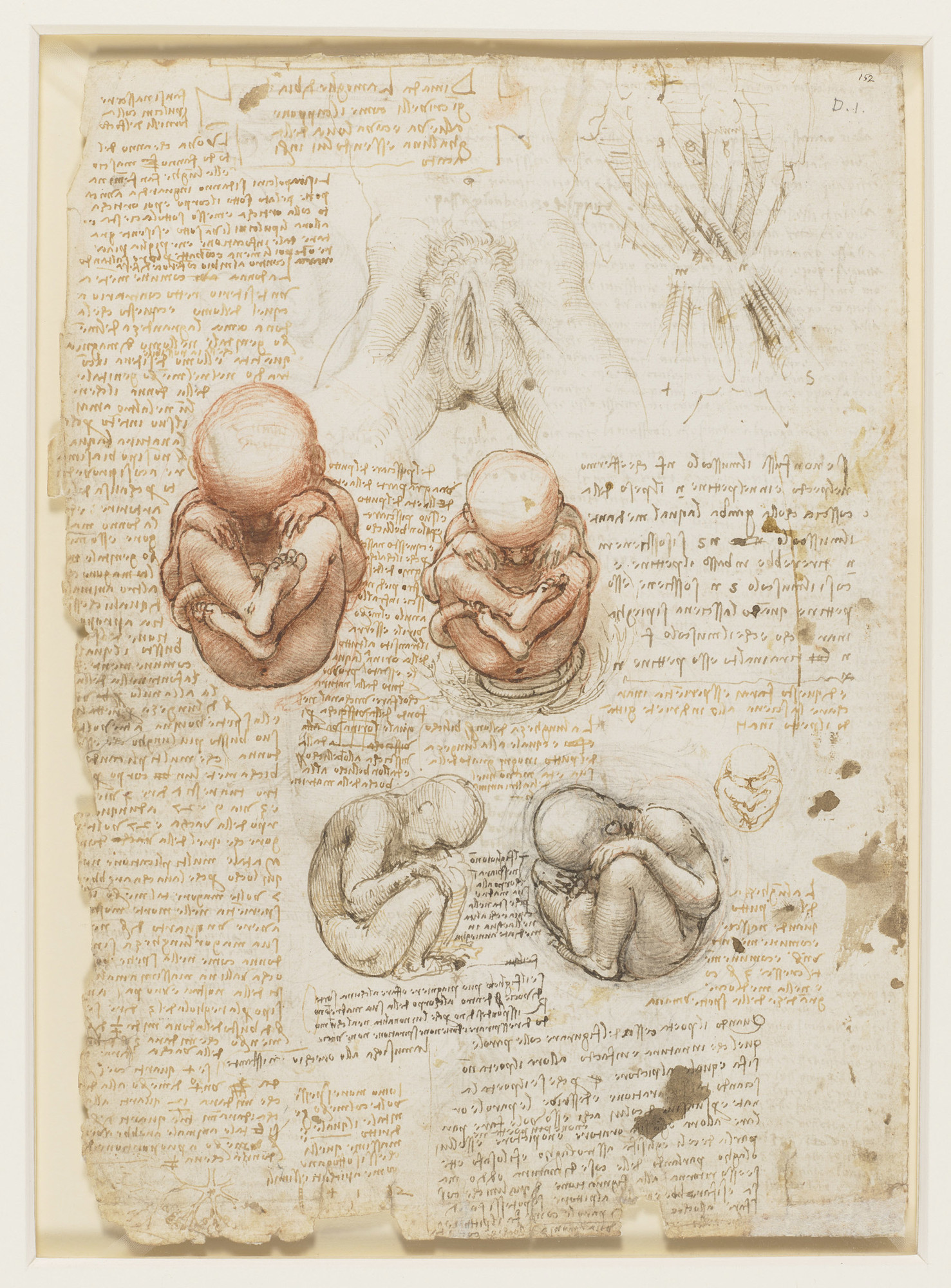
Posició del fetus a l'úter.

El Còdex Windsor rep el seu nom per trobar-se custodiat, des del segle xvii, a la Royal Collection del Regne Unit, al Castell de Windsor.

## Contingut
La col·lecció, datada en el període comprès entre 1478 i 1518, consta de 606 fulls en formats diversos, catalogats individualment. Els textos i comentaris van ser escrits per Leonardo en escriptura especular. Les fitxes contenen estudis de persones, animals, plantes i paisatges, així com mecànica, armament i anatomia. Els 153 fulls de dibuixos anatòmics van estar prèviament agrupats en tres volums: Manuscrit Anatòmic A (18 fulls), B (42 fulls) i C (93 fulls). El manuscrit anatòmic C es va dividir en sis quadernets anatòmics, els Quaderni di anatomia I–VI.
Leonardo també va dibuixar amb precisió les artèries uterines i el sistema vascular del coll uterí i la vagina. Per poder fer aquests dibuixos, Leonardo va estudiar embriologia humana amb l'ajuda de l'anatomista Marcantonio della Torre i va veure un fetus en un cadàver dissecat.

### Història

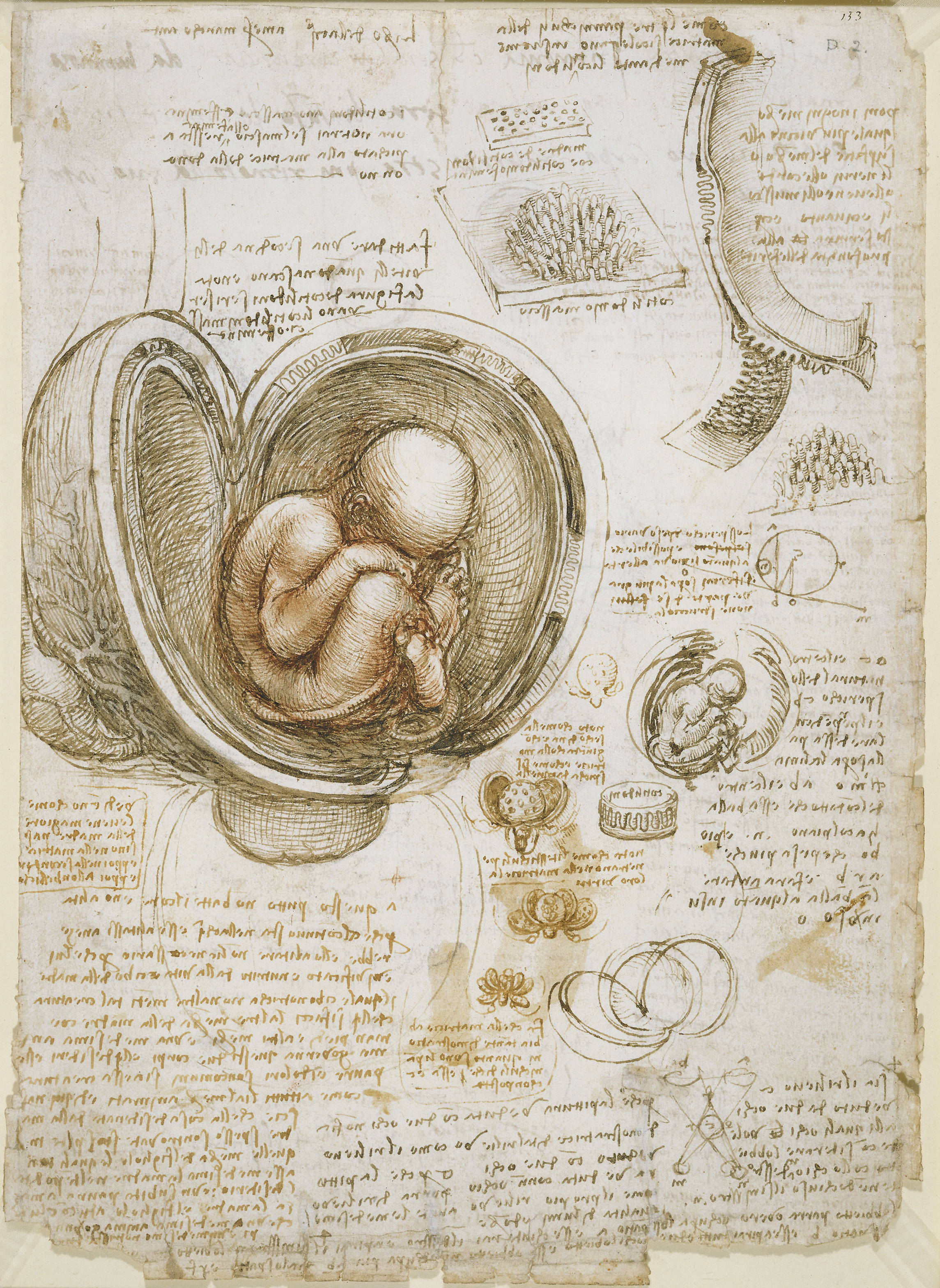
Estudis del fetus a l'úter, del Codex Windsor (anvers W.19102), guix negre, sanguina, ploma, aiguada de tinta sobre paper

Da Vinci va començar a estudiar l'anatomia del cos humà a la fi de la dècada de 1470 i va poder haver participat en les primeres disseccions a la Universitat de Pàdua. Interessat en el moviment i funció dels òrgans interns, ell mateix va començar a realitzar autòpsies al voltant de 1505. El 1518 ja havia realitzat un total de trenta autòpsies. Els dibuixos de Leonardo mostren representacions de tot el cos humà en diverses etapes de dissecció, així com de membres i òrgans individuals. Va dibuixar parts del cos a través de múltiples incisions i se'l pot considerar com el fundador històric de la tomografia en medicina. El Còdex Windsor també tracta l'estudi de Leonardo sobre els cavalls, els moviments, les postures, etc. Després de la mort de Leonardo da Vinci, la majoria dels seus manuscrits i dibuixos es van conservar a la seva vila de Vaprio d' Adda, Llombardia, gràcies a l' afany del seu alumne i hereu Francesco Melzi. El seu fill, Orazio Melzi, va heretar els documents el 1570 i, cap al 1590, va vendre més de 2.500 làmines soltes a l'escultor i col·leccionista d'art Pompeo Leoni. Leoni va intentar organitzar els manuscrits temàticament, separant les idees artístiques de Leonardo dels seus dibuixos tècnics i científics. Va retallar làmines i les va reunir amb altres que originalment no formaven part de la unitat. D'aquesta manera, va agrupar els dibuixos anatòmics amb altres manuscrits de diferents temes en diversos volums, que més tard rebrien el nom de Còdex Windsor. Els orígens del Codex Windsor a la Col·lecció Reial encara no són clars. Probablement va ser adquirida per Carles I o Carles II al segle xvii . No obstant això, se sap que Maria II va mostrar el còdex a l'estadista holandès Constantijn Huygens al Palau de Kensington el 1690.